# 布盧梅瑙

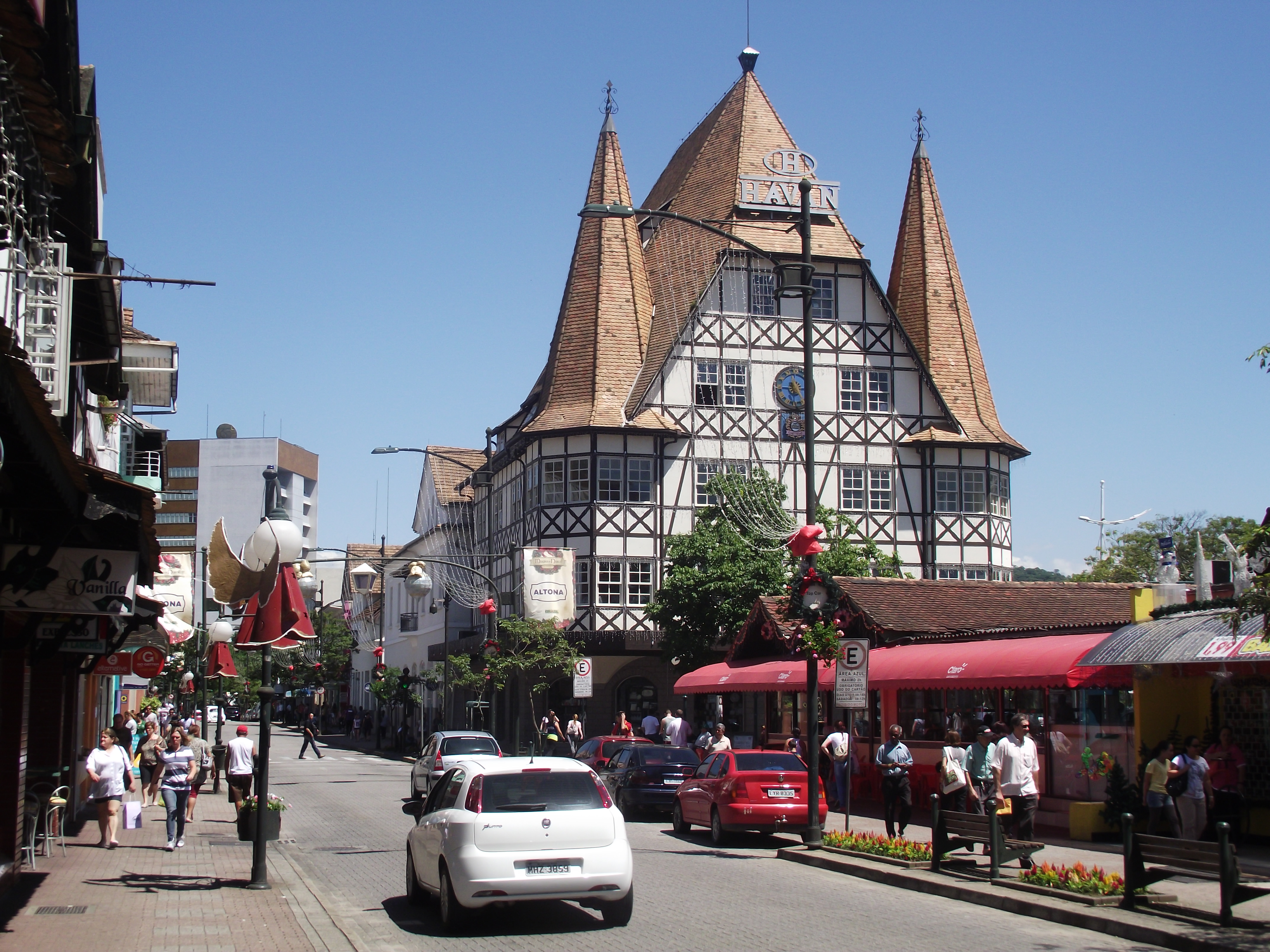
布盧梅瑙

布盧梅瑙（葡萄牙語：Blumenau）是巴西的城市，位於該國南部，由聖卡塔琳娜州負責管轄，始建於1850年9月2日，面積510平方公里，海拔高度21公尺，受亞熱帶氣候影響，2007年人口309,214，其中七成居民信奉天主教。

## 外部連結
- City hall site （页面存档备份，存于）
- Informational site for tourism and business people （页面存档备份，存于）
- FURB - Universidade Regional de Blumenau, local university （页面存档备份，存于）
- Oktoberfest/Blumenau (in Portuguese)
- German Genealogy: Brazil （页面存档备份，存于）

26°56′S 49°03′W / 26.933°S 49.050°W